# Gafanhoeira (São Pedro) e Sabugueiro
Gafanhoeira (São Pedro) e Sabugueiro (oficialmente: União das Freguesias de Gafanhoeira (São Pedro) e Sabugueiro) é uma freguesia portuguesa do município de Arraiolos, com 83,4 km² de área e 740 habitantes (censo de 2021). A sua densidade populacional é 8,9 hab./km².

## História
Foi constituída em 2013, no âmbito de uma reforma administrativa nacional, pela agregação das antigas freguesias de São Pedro de Gafanhoeira e Sabugueiro e tem sede em São Pedro.

## Demografia
A população registada nos censos foi:
| Distribuição da População por Grupos Etários | Distribuição da População por Grupos Etários | Distribuição da População por Grupos Etários | Distribuição da População por Grupos Etários | Distribuição da População por Grupos Etários | Distribuição da População por Grupos Etários |
| -------------------------------------------- | -------------------------------------------- | -------------------------------------------- | -------------------------------------------- | -------------------------------------------- | -------------------------------------------- |
| Antes da agregação                           |                                              |                                              |                                              |                                              |                                              |
| Ano                                          | 0-14 anos                                    | 15-24 anos                                   | 25-64 anos                                   | >= 65 anos                                   | Total                                        |
| 2001                                         | 138                                          | 135                                          | 515                                          | 288                                          | 1076                                         |
| 2011                                         | 84                                           | 88                                           | 442                                          | 276                                          | 890                                          |
| Após a agregação                             |                                              |                                              |                                              |                                              |                                              |
| Ano                                          | 0-14 anos                                    | 15-24 anos                                   | 25-64 anos                                   | >= 65 anos                                   | Total                                        |
| 2021                                         | 68                                           | 46                                           | 379                                          | 247                                          | 740                                          |